# 우발도 피욜
우발도 마틸도 피욜(스페인어: Ubaldo Matildo Fillol, 1950년 7월 21일 ~ )은 은퇴한 아르헨티나 출신의 축구 선수이다. 포지션은 골키퍼였다. 1978년 FIFA 월드컵 우승 멤버이기도 하다. 별명은 오리(El Pato)였다.
피욜은 1965년 킬메스 AC에서 데뷔했고, 라싱 클루브를 거쳐 리버 플레이트에서 뛰었다. 9년간 리버 플레이트에서 뛰며 360경기에 출전한 그는 1974년 FIFA 월드컵과 1978년 FIFA 월드컵, 1982년 FIFA 월드컵 대표팀에도 뽑혔다. 특이한 점은 1978년 월드컵때 그는 1번이 아닌 5번을 배정받았는데, 이는 등번호를 알파벳 순으로 배정했기 때문이었다. 같은 이유로 1982년에는 7번을 달고 뛰기도 했다. 그는 후에 아르헨티노스 주니어스, CR 플라멩구, 아틀레티코 마드리드, 라싱 클루브에서 뛰다가 1991년 벨레스 사르스필드에서 은퇴하였다.
아르헨티나 축구 국가대표팀의 일원으로서 활약하기도 했으며 58경기에 나왔다. 은퇴 후에 아르헨티나 축구 국가대표팀과 라싱 클루브에서 코치로 있기도 했다.